# Vila Aricanduva
Vila Aricanduva é um bairro no distrito de Vila Matilde, na cidade de São Paulo.
O bairro possui uma estação de metrô, a Estação Penha, localizada  na Avenida Conde de Frontin, conhecida como Radial Leste.

## História
A origem da Vila Aricanduva é de aproximadamente 1902 ou 1905, mas o seu desenvolvimento ocorreu por volta de 1950.
A abertura de um dos trechos da Radial Leste veio a abrir, para a Vila Aricanduva, novas perspectivas de progresso, tornando-a sobretudo mais próxima do centro da cidade.
Um novo impulso foi dado à Vila quando, em 1976, deu-se início à construção da Avenida Aricanduva sobre o leito do córrego considerado o quarto rio da cidade de São Paulo.